# Tema (flexión)
El tema es, en las lenguas que se declinan, la parte de la palabra que permanece invariable a lo largo de toda la declinación. Con la evolución de la lengua, sin embargo, pueden ocurrir algunas transformaciones fonológicas que introducen variaciones en el tema. La última vocal o consonante del tema es la que determina el paradigma de flexión de un sustantivo o verbo. [cita requerida]
En latín los paradigmas de flexión nominales y verbales se determinan según la vocal o consonante común al lema:
- Flexión nominal (declinación)

1. primera declinación: temas en -a.
2. segunda declinación: temas en -o.
3. tercera declinación: temas en -i y en consonante.
4. cuarta declinación: temas en -u.
5. quinta declinación: temas en -e.

- Flexión verbal (conjugación)

1. primera conjugación: temas en -ā.
2. segunda conjugación: temas en -ē.
3. tercera conjugación: temas en consonante.
4. cuarta conjugación: temas en -ī.